# Saulo
Saulo ist ein männlicher Vorname und Familienname.

## Namensträger
- Saulo Decarli (* 1992), Schweizer Fußballspieler
- Saulo Musoke (1920–2011), ugandischer Politiker
- Saulo Ramos (1929–2013), brasilianischer Jurist und Hochschullehrer

## Familienname
- Celeste Saulo (* 1964), argentinische Meteorologin und Hochschullehrerin